# Crise de nerfs
Une crise de nerfs, crise nerveuse ou état d'agitation aiguë est une détresse psychologique souvent à court terme, se manifestant brusquement chez un individu montrant des signes cliniques de dépression et d'anxiété. L'individu affecté peut réagir violemment et devenir une menace pour lui et son entourage.

## Causes
Les causes de la crise de nerfs sont variées. Une étude de 1996 montre que des problèmes liés à la famille, comme le divorce ou la séparation matrimoniale, a contribué à 24 % des crises de nerfs. Des problèmes au travail ou à l'école ont contribué à 17 % des cas, et des problèmes financiers à 11 % des cas. Bien que la crise de nerf soit considérée comme un « problème de santé » par la majorité des spécialistes, des sondages suggéreraient qu'aux États-Unis, les problèmes de santé auraient diminué grâce aux crises de nerfs.

## Signes et symptômes
Chez un individu, une crise de nerfs peut être causée par plusieurs symptômes. Elle indique d'une manière brusque des conditions qui ne sont plus supportables chez un individu. Elle se manifeste généralement à cause d'une détresse ou souffrance psychologique, elle-même causée par des facteurs environnementaux ou sociaux. Elle se manifeste de différentes manières. L'individu peut réagir très violemment et peut être une menace pour son entourage ainsi que pour sa propre personne.
Des signes physiques, mentaux et émotionnels peuvent se manifester. Les signes physiques incluent battements de cœur irréguliers, muscles crispés, transpiration, étourdissements, tremblements et problèmes de digestion. Les symptômes psychologiques incluent peur, phobies, problèmes sexuels, irritabilité, troubles du sommeil, impulsivité, et excès violents de colère. Hormis la dépression et les troubles anxieux, les crises de nerf sont également associées au trouble bipolaire et à la schizophrénie. Pour finir, les symptômes émotionnels incluent complexe d'infériorité et remords, notamment.

## Traitement
Il n'existe à proprement parler aucun traitement pour les crises de nerfs. Généralement causées par des facteurs sociaux et environnementaux, elles peuvent se déclencher généralement et brusquement chez des individus souffrant de troubles dépressifs et/ou anxieux. Dans le cadre des premiers secours, il est impératif d'apaiser un individu en crise de nerfs ; d'adopter un comportement très calme, non agressif ; de faire sortir toutes les personnes présentes dans la pièce ; d'éloigner tout ce qui est susceptible de le blesser ; et de lui parler, le rassurer, lui demander de s'allonger.